# Symfonie nr. 1 (Glass)
Symfonie nr. 1 "Low" is een symfonie van Philip Glass uit 1992. De symfonie is gebaseerd op het album Low van David Bowie uit 1977. Het is de eerste van drie symfonieën van Glass die op het werk van Bowie gebaseerd zijn. In 1996 was zijn vierde symfonie gebaseerd op het daaropvolgende album "Heroes" en in 2018 maakte hij de trilogie compleet met zijn twaalfde symfonie, gebaseerd op Lodger. Deze drie albums vormen ook de zogeheten Berlijnse trilogie van Bowie.
In 1993 werd de eerste opname van deze symfonie uitgebracht onder de titel Low Symphony. Het werd uitgevoerd door het Brooklyn Philharmonic onder leiding van dirigent Dennis Russell Davies. Glass gaf toestemming aan Bowie en Brian Eno, die ook aan het album Low heeft meegewerkt, om aan de symfonie bij te dragen.

## Delen
De symfonie bestaat uit drie delen:
1. "Subterraneans"
2. "Some Are"
3. "Warszawa"

"Some Are" stond niet op de oorspronkelijke uitgave van Low, maar was wel in deze periode opgenomen. In 1991 verscheen dit nummer op de cd-uitgave van het album.

## Orkestratie
- 2 fluiten, piccolo, 2 hobo's, 2 klarinetten, es-klarinet, basklarinet, 2 fagotten;
- 4 hoorns, 3 trompetten, 3 trombones, tuba;
- percussie, harp, piano;
- strijkinstrumenten: 8 eerste violen, 6 tweede violen, 4 altviolen, 4 cellos, 2 contrabassen.